# Drôle de frimousse
Pour les articles homonymes, voir Funny Face.
Pour plus de détails, voir Fiche technique et Distribution.
Drôle de frimousse (Funny Face) est un film musical américain sorti en 1957, realisé par Stanley Donen et écrit par Leonard Gershe, contenant une collection de chansons de George Gershwin et son frère  Ira. Bien qu'ayant le même titre que la comédie musicale jouée sur Broadway en 1927, Funny Face (comédie musicale) des frères Gershwin, et mettant en vedette la même star masculine (Fred Astaire), l'intrigue est complètement différente et seules quatre des chansons de la comédie musicale y sont incluses. Aux côtés d'Astaire, le film met en vedette Audrey Hepburn et Kay Thompson.
Le film est inspiré de la vie du photographe de mode Richard Avedon et du mannequin Suzy Parker.

## Synopsis
Maggie Prescott est rédactrice en chef du magazine de mode américain Quality Magazine. Elle est à la recherche d'un mannequin pour montrer les dernières créations d'un couturier français de renom, Paul Duval. Le photographe de mode du magazine, Dick Avery, va trouver la personne idéale : Jo Stockton, une jeune libraire new-yorkaise attirée par la philosophie, plus intéressée par l'enseignement du professeur de philosophie français Flostre que par la haute couture. Elle acceptera la proposition d'Avery dans le seul but d'aller à Paris pour rencontrer son idole. Le soir des premiers essayages chez Duval, Jo est introuvable… Mais Dick a sa petite idée quant à l'endroit où elle pourrait être…

## Fiche technique
- Titre original : Funny Face
- Titre français : Drôle de frimousse
- Réalisation : Stanley Donen, assisté de Gary Nelson (non crédité)
- Scénario : Leonard Gershe d'après le livret de Gerard Smith et Fred Thompson pour la comédie musicale du même nom de George Gershwin et Ira Gershwin.
- Direction artistique : George W. Davis et Hal Pereira
- Décors de plateau : Sam Comer et Ray Moyer
- Costumes : Edith Head et Hubert de Givenchy (costumes d'Audrey Hepburn)
- Photographie : Ray June
- Montage : Frank Bracht
- Régie extérieur : Clément Ollier
- Musique : Roger Edens et Leonard Gershe
- Chansons : George Gershwin (musique) et Ira Gershwin (lyrics)
- Arrangements vocaux : Kay Thompson
- Chorégraphie : Fred Astaire et Eugene Loring
- Production : Roger Edens
- Société de production : Paramount Pictures
- Société de distribution : Paramount Pictures
- Pays d'origine :  États-Unis
- Langue de tournage : anglais
- Format : Couleurs (Technicolor) - 35 mm - 1,85:1 - Mono
- Genre : Comédie dramatique et film musical
- Durée : 103 minutes
- Dates de sortie :
  - États-Unis : 13 février 1957
  - France : 10 mai 1957 (Festival de Cannes), 15 novembre 1957 (sortie nationale)
- Affiche : Boris Grinsson (France)

## Distribution

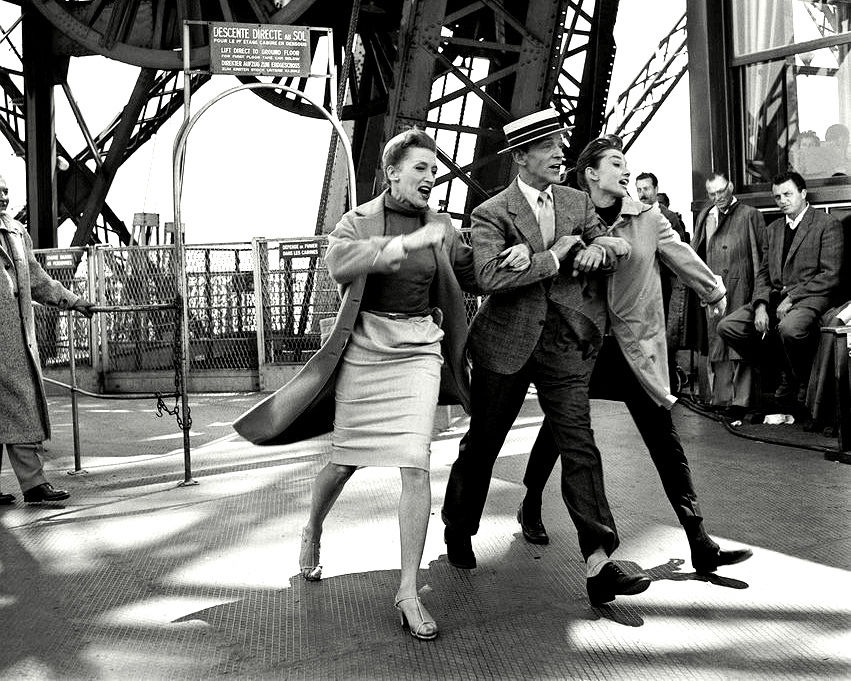
Kay Thompson, Fred Astaire et Audrey Hepburn

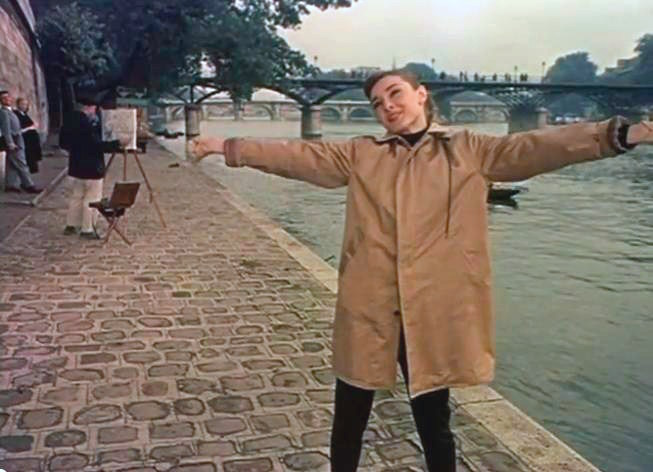
Audrey Hepburn dans le film, sur les quais de la Seine à Paris.

- Audrey Hepburn (VF : Jacqueline Porel) : Joëlle Stockton (Jo en V.O.)
- Fred Astaire (VF : Roger Rudel) : Dick Avery
- Kay Thompson (VF : Marie Francey) : Maggie Prescott
- Michel Auclair (VF : Michel Auclair) : professeur Emile Flostier (Flostre en V.O.)
- Robert Flemyng (VF : Michel Gudin) : Paul Duval
- Dovima : Marion
- Jean Del Val : le coiffeur
- Virginia Gibson : Babs
- Sue England : Laura
- Ruta Lee : Lettie
- Alex Gerry : Dovitch
- Iphigenie Castiglioni : Armande
- Suzy Parker, Sunny Hartnett : danseuses
- Paul Bisciglia : un photographe (non crédité)

## Chansons interprétées dans le film
- Funny Face (en) (Fred Astaire) (générique) — issue de Funny Face (1927)
- Think Pink! (Kay Thompson et chœur)
- How Long Has This Been Going On? (en) (Audrey  Hepburn) — composée à l'origine pour la comédie musicale Funny Face (1927), mais non utilisée (Reprise)
- Funny Face (en) (Fred Astaire) — issue de Funny Face (1927)
- Bonjour, Paris! (Fred Astaire, Kay Thompson, Audrey Hepburn)
- Basal Metabolism (instrumental)
- Let's Kiss and Make Up (en) (Fred Astaire) — issue de Funny Face (1927)
- He Loves and She Loves (en) (Fred Astaire) — issue de Funny Face (1927)
- On How to Be Lovely (Kay Thompson, Audrey Hepburn)
- Clap Yo' Hands (en) (Fred Astaire, Kay Thompson) — issue de Oh, Kay! ;
- Bonjour, Paris! (Reprise)
- 'S Wonderful (en)  (Fred Astaire, Audrey Hepburn) — issue de Funny Face (1927)

## Lieux de tournage
New York
- Embryo Concepts Bookstore à Greenwich Village, New York ;
- Washington Square Arch à Greenwich Village, New York

Paris
- Entre le 7e et le 8e arrondissement : au Pont Alexandre-III[2] ;
- Jardin des Tuileries, devant l'Arc du Carrousel (scène des ballons sous la pluie) ;
- Rue de la Paix ;
- Colonne Vendôme, Place Vendôme ;
- Ritz Paris, extérieur de l’hôtel Ritz ;
- dans le quartier parisien de Montmartre ;
- Rue Saint-Rustique ;
- La Maison Rose, à l’angle de la rue des Saules et de l’Abreuvoir ;
- L'Harmonie triomphant de la Discorde, quadrige mené par Apollon sur les toits du Grand Palais, sculpture de Georges Récipon ;
- Statue équestre de Jeanne d'Arc (place des Pyramides) ;
- Tour Eiffel ;
- Musée du Louvre, dans l'escalier menant à la Victoire de Samothrace ;
- Musée du Louvre, Cour Napoléon ;
- Gare du Nord (Paris) ;
- Opéra Garnier, Grand escalier ;
- Marché aux fleurs sur l'Île de la Cité ;

Vues de : Cathédrale Notre-Dame de Paris, Avenue des Champs-Élysées, Basilique du Sacré-Cœur de Montmartre, Arc de triomphe de l'Étoile, Hôtel des Invalides, Place de la Concorde, Petit Palais, La Madeleine...
Autres
- Aéroport de Paris-Orly ;
- Versailles, Jardin de Versailles, Fontaine de Latone ;
- à Coye-la-Forêt, (60) : le château de la Reine Blanche Étangs de Commelles (2 scènes : séance photo de la robe de mariée et scène finale  de la demande en mariage)[3],ancien Viaduc de Commelles en arrière-plan [4] ;
- à Chaumontel, 95.

## Accueil

### Critique
Sur le site Rotten Tomatoes, le film obtient un score de 86 % de critiques positives, basé sur 37 critiques, avec une note moyenne de 7.7/10.
Sur Sens Critique avec 52 critiques, le film a obtenu la note de 7/10

### Box office
Ce film avait  attiré lors de sa sortie 934 079 spectateurs en salles françaises... Trop peu pour figurer au box-office où 55 films avaient dépassé le million d'entrées cette année-là. Un très mauvais résultat si l'on considère que la première place du podium était occupée cette année-là par "Le Pont de la Rivière"Kwaï "qui lui, avait remporté un triomphe avec près de 13,5 millions d'entrées ... Ce film avait pour sa part lancé une chanson fétiche (Hello, le soleil brille) qui rencontra un immense succès en France... Le genre comédie musicale s'essoufflait...

## Distinctions

### Nominations
- Oscars 1958 :
  - nomination à l'Oscar de la meilleure direction artistique
  - nomination à l'Oscar de la meilleure photographie
  - nomination à l'Oscar de la meilleure création de costumes
  - nomination à l'Oscar du meilleur scénario original

### Sélection
- Festival de Cannes 1957 : sélection officielle en compétition[6]

## Autour du film
- Dans le film, le personnage de Maggie Prescott (et sa phrase « Pensez en rose ! »), joué par Kay Thompson, est inspiré de Diana Vreeland, la rédactrice en chef du Harper's Bazaar[7].
- Dans le film Le Diable s'habille en Prada (2006), l'actrice Meryl Streep incarne Miranda Priestly, la directrice d'un magazine de mode qui rappelle le personnage de Maggie Prescott.